# Efferia tolandi
Efferia tolandi är en tvåvingeart som beskrevs av Wilcox 1966. Efferia tolandi ingår i släktet Efferia och familjen rovflugor. Inga underarter finns listade i Catalogue of Life.